# Çamsulvara Çamsulvarayev
Çamsulvara Baqomed oğlu Çamsulvarayev (russisch Чамсулвара Багомедович Чамсулвараев / Tschamsulwara Bagomedowitsch Tschamsulwarajew; * 6. September 1984 in der Dagestanischen ASSR, Russische SFSR, Sowjetunion; † am oder vor dem 22. September 2016 in Mossul, Irak) war ein russisch-aserbaidschanischer Ringer darginischer Nationalität. Er wurde 2009 Europameister im freien Stil im Weltergewicht. Später wurde er aktives Mitglied der Terrormiliz Islamischer Staat.

## Leben

### Ringerkarriere
Çamsulvara Çamsulvarayev begann 1999 mit dem Ringen. Er konzentrierte sich dabei auf den freien Stil. Aus jenen Jahren ist nicht bekannt, welchem Verein er angehörte und wer ihn trainierte. Er kämpfte sich aber bis zum Jahr 2005 in die russische Elite der Freistilringer im Weltergewicht hinein und belegte bei der russischen Meisterschaft im Weltergewicht hinter Arsen Gitinow und Dschamaluddin Alijew den 3. Platz. Im gleichen Jahr kam er auch beim sogenannten „Supercup“ zum Einsatz, einem Vergleich der Nationalmannschaften der Vereinigten Staaten und Russlands. In Colorado Springs unterlag er dabei im Mittelgewicht gegen den US-Amerikaner Mo Lawal nach Punkten.
Aus dem Jahr 2006 sind von ihm keine Resultate bekannt. Ab Beginn des Jahres 2007 startete er für Aserbaidschan. Dort gehörte er dem Sportclub Neftçi Baku an und wurde von Məhəmməd Qacıyev und Firdovsi Umudov trainiert. Der Wechsel erfolgte vermutlich, um der starken Konkurrenz in Russland in seiner Gewichtsklasse mit Buwaissar Saitijew, Machatsch Murtasalijew und Irbek Farnijew aus dem Weg zu gehen. Aufgrund dieser Konkurrenz war er in Russland zu keinen weiteren Einsätzen bei den internationalen Meisterschaften gekommen.
Für Aserbaidschan startete er erstmals bei der Europameisterschaft 2007 in Sofia. Ihm glückte dort ein gelungener Einstand, denn nach einer Auftaktniederlage gegen Machatsch Murtasalijew siegte er über Edgaras Vojtechovskis aus Litauen und Michail Ganew aus Bulgarien und gewann damit eine Bronzemedaille. Auch bei der Weltmeisterschaft des gleichen Jahres in Baku belegte er den 3. Platz. Er verlor dort gegen Emzarios Bedinidis aus Griechenland und besiegte im Kampf um den 3. Platz Joseph Heskett aus den Vereinigten Staaten.
Bei der Europameisterschaft 2008 in Tampere kam er im Weltergewicht auf den 3. Platz. Ihm gelang dort nach hartem Kampf (2:1 Runden, 13:9 techn. Punkte) u. a. ein Sieg über den deutschen Starter Andriy Shyyka. Nach einer Niederlage gegen Machatsch Murtasalijew besiegte er dann im Kampf um den 3. Platz den Ex-Weltmeister Ibrahim Aldatow aus der Ukraine. Bei den Olympischen Spielen 2008 in Peking verlor Çamsulvara Çamsulvarayev in seinem ersten Kampf gegen Murad Hajdarau aus Belarus, obwohl er mehr technische Punkte erzielte als dieser (1:2 Runden und 4:3 techn. Punkte), weil für einen Sieg letztlich nur die gewonnene Rundenzahl ausschlaggebend ist. Da Hajdarau seinen nächsten Kampf verlor und ausschied, kam Çamsulvara Çamsulvarayev nicht in die Trostrunde und schied ebenfalls aus. In der Endabrechnung kam er damit nur auf den für ihn enttäuschenden 15. Platz.
Im Jahr 2009 wurde Çamsulvarayev in Vilnius mit vier Siegen Europameister im Weltergewicht. Er schlug dabei den Franzosen Luca Lampis, erneut Andriy Shyyka, Kiril Tersiew aus Bulgarien und Fırat Binici aus der Türkei. Bei der Weltmeisterschaft in Herning/Dänemark kam er zu vier Siegen und traf im Finale auf den russischen Neuling Denis Zargusch, dem er mit 0:3 techn. Punkten und 0:2 Runden unterlag. Er wurde damit Vize-Weltmeister 2009.
Im Jahr 2010 war Çamsulvara Çamsulvarayev nicht ganz so erfolgreich wie im Jahr 2009. Bei der Europameisterschaft in Baku unterlag er im Halbfinale gegen Kiril Tersiew aus Bulgarien, erkämpfte sich aber mit einem Sieg über Georg Harth aus Deutschland noch eine EM-Bronzemedaille. Bei der Weltmeisterschaft in Moskau besiegte er in seinem ersten Kampf Dušan Babrnák aus der Slowakei, unterlag aber in seinem zweiten Kampf gegen den ehemaligen Weltmeister Iván Fundora aus Kuba. Da dieser aber das Finale nicht erreichte, kam Çamsulvara Çamsulvarayev nicht in die Trostrunde und musste sich mit dem 16. Platz begnügen.

### Islamismus
Çamsulvarayev soll von seiner Schwiegermutter Karina radikalisiert worden sein und wurde Mitglied der Terrormiliz Islamischer Staat. Innerhalb des IS soll er für die Rekrutierung junger Mädchen verantwortlich gewesen sein, die zu Selbstmordattentäterinnen ausgebildet werden sollten. Diana Ramasanowa, die sich im Januar 2015 vor einer Polizeistation in Istanbul in die Luft sprengte, und bereits Witwe eines IS-Terroristen gewesen war, soll eine seiner Schülerinnen gewesen sein. Anderen Quellen zufolge war es seine Schwiegermutter selbst, die an dem Anschlag in Istanbul beteiligt war. Çamsulvarayev wurde im September 2016 in der Nähe von Mossul, Irak, durch eine US-amerikanische Drohne getötet.

## Internationale Erfolge

### Übersicht
| Jahr | Platz | Wettbewerb                            | Gewichtsklasse | Anmerkungen |
| 2007 | 03.   | EM in Sofia                           | Welter         | nach einer Niederlage gegen Machatsch Murtasalijew, Russland u. Siegen über Edgaras Vojtechovkis, Litauen u. Michail Ganew, Bulgarien                                                     |
| 2007 | 03.   | WM in Baku                            | Welter         | mit Siegen über Raido Jalas, Estland u. Ramesh Kumar, Indien, einer Niederlage gegen Emzarios Bedinidis, Griechenland u. Siegen über Gela Saghiraschwili, Georgien u. Joseph Heskett, USA |
| 2008 | 03.   | EM in Tampere                         | Welter         | mit Siegen über Ahmet Gülhan, Türkei u. Andriy Shyyka, Deutschland, einer Niederlage gegen Machatsch Murtasalijew u. einem Sieg über Ibrahim Aldatow, Ukraine                             |
| 2008 | 01.   | Golden-Grand-Prix in Baku             | Welter         | vor Masoud Mustafa Jokar u. Iman Mohammadian, bde. Iran, Arsen Gitinow, Kirgisistan u. Nikolai Bagajew, Russland                                                                          |
| 2008 | 15.   | OS in Peking                          | Welter         | nach einer Niederlage gegen Murad Hajdarau, Belarus |
| 2009 | 01.   | Welt-Cup in Teheran                   | Welter         | vor Yuniesky Blanco Mora, Kuba, Dmytro Komissar, Ukraine u. Sadegh Goudarzi, Iran |
| 2009 | 03.   | „Iwan-Yarigin“-Turnier in Krasnojarsk | Welter         | hinter Machatsch Murtasalijew u. Irbek Farnijew, gemeinsam mit Chadschimurat Murtasalijew, alle Russland, vor Murad Hajdarau                                                              |
| 2009 | 01.   | EM in Vilnius                         | Welter         | mit Siegen über Luca Lampis, Frankreich, Andriy Shyyka, Kiril Tersiew, Bulgarien u. Fırat Binici, Türkei                                                                                  |
| 2009 | 02.   | WM in Herning/Dänemark                | Welter         | mit Siegen über Jakub Kačeňák, Slowakei, Apostolos Taskoudis, Griechenland, Alexandru Burcă, Moldawien u. Ranesh Kumar, Indien u. einer Niederlage gegen Denis Zargusch, Russland         |
| 2010 | 03.   | „Yasar-Dogu“-Memorial in Istanbul     | Welter         | hinter Aniuar Gedujew u. Kemal Malikow, bde. Russland, gem. mit Seyed Riyahi, Iran |
| 2010 | 02.   | Welt-Cup in Moskau                    | Welter         | hinter Murad Hajdarau, Belarus, vor Aniuar Gedujew, Russland u. Sadegh Saeed Goudarzi, Iran                                                                                               |
| 2010 | 03.   | EM in Baku                            | Welter         | mit Siegen über Gia Tschikladse, Ukraine u. Oleg Motsalin, Griechenland, einer Niederlage gegen Kiril Tersiew, Bulgarien u. einem Sieg über Georg Harth, Deutschland                      |
| 2010 | 03.   | Golden-Grand-Prix in Baku             | Welter         | hinter Alexander Gostijew, Russland u. Trent Paulson, USA |
| 2010 | 16.   | WM in Moskau                          | Welter         | nach einem Sieg über Dušan Babrnák, Slowakei u. einer Niederlage gegen Iván Fundora, Kuba                                                                                                 |

### Erläuterungen
- alle Wettkämpfe im freien Stil
- Weltergewicht = Gewichtsklasse bis 74 kg Körpergewicht
- OS = Olympische Spiele, WM = Weltmeisterschaft, EM = Europameisterschaft